# منا (کازبگی)
منا (به لاتین: Mna) یک منطقهٔ مسکونی در گرجستان است که در شهرداری کازبگی واقع شده‌است. منا ۰ نفر جمعیت دارد و ۲٬۲۰۰ متر بالاتر از سطح دریا واقع شده‌است.